# Żabiński Villa

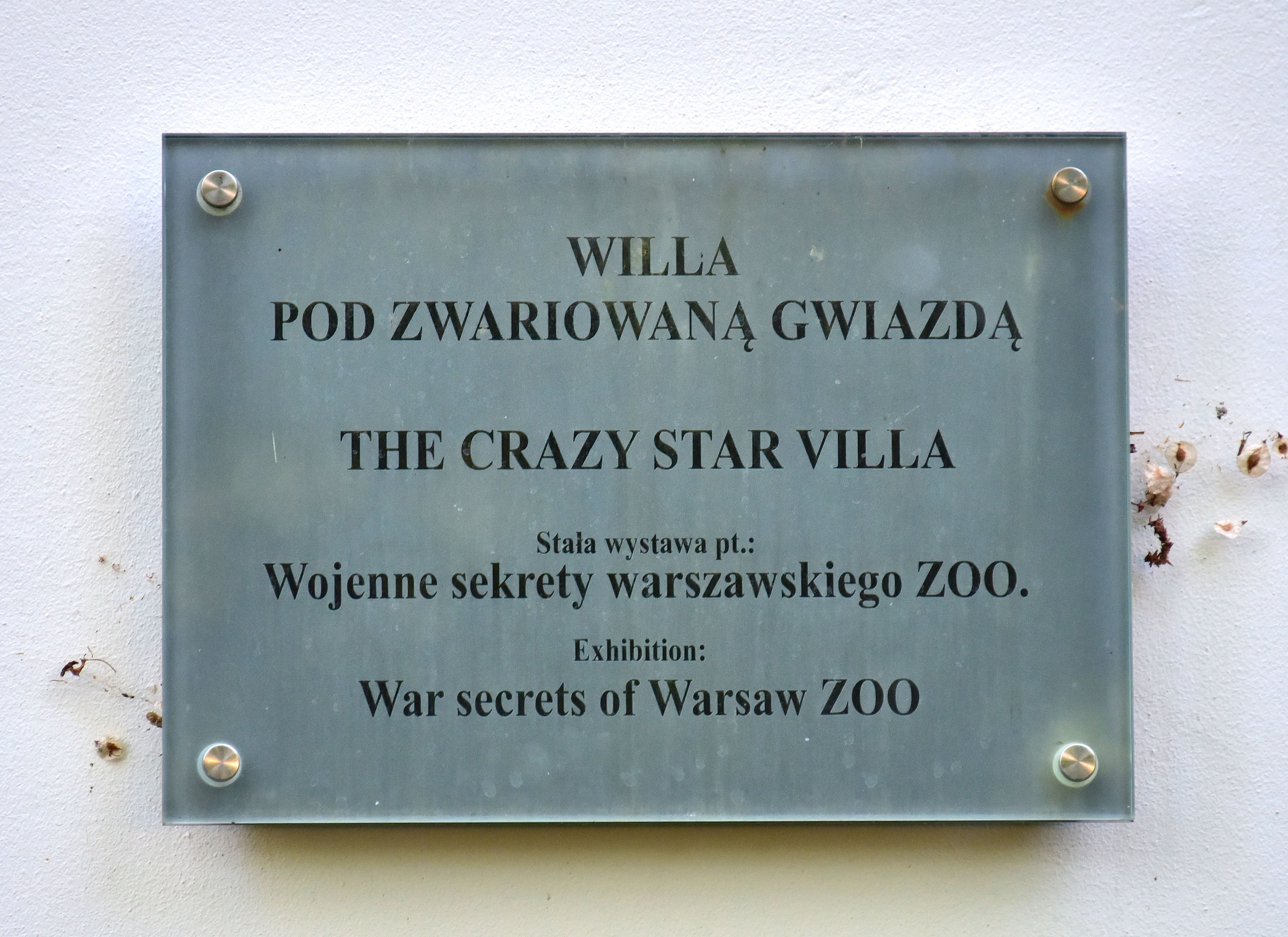
Informationstavla

Żabiński Villa, också benämnd Villa galna stjärnan (polska: Willa pod Zwariowaną Gwiazdą), är en polsk byggnad och sedan 2015 ett personmuseum i Warszawa i Polen.
Villa Żabiński uppfördes 1931 som chefsbostad på Warszawas Zoo i Bauhaus-liknande stil. Det beboddes av Jan och Antonina Żabiński 1931–1945 och omkring 1949–1951. Jan Zabinski var den zoologiska trädgårdens första chef från 1929. Han tvingades bort från posten av den kommunistiska regimen 1951 med anklagelser om samarbete med den nazistiska ockupationsmakten under kriget.
Under andra världskriget var huset och den omgivande zoologiska trädgården en genomgångsplats för judar, som hade smugglats ut från Warszawas getto av bland andra Jan Żabiński. Makarna Żabiński fick för denna gärning 1965 den israeliska utmärkelsen Rättfärdig bland folken av Yad Vashem. 
Huset är sedan 2015 ett personmuseum med ungefär samma utseende som under familjen Żabińskis tid. Ett rum ägnas den polska djurskulptören Magdalena Gross (1891–1948), som var en av flyktingarna i huset. I ett rum finns den polske entomologen Szymon Tenenbaums (1892–1941) insektssamling från 1930-talet. Denne internerades av den tyska ockupationsmakten i Warszawas ghetto 1940.